# Три мушкетери (кіноділогія)
«Три мушкетери: д'Артаньян» — французька кіноділогія за мотивами роману Александра Дюма «Три мушкетери».

## Фільми
- «Три мушкетери: Д’Артаньян»
- «Три мушкетери: Міледі»

## Сюжет
Літературною основою сценарію фільму стане роман Александра Дюма «Три мушкетери», дія якого відбувається у Франції у 1625—1628 роках. У картині з'являться і нові персонажі — зокрема, чорношкірий мушкетер, що реально існував.

## Виробництво
Про початок роботи над фільмом стало відомо у лютому 2021 року. Виробництвом зайнялася французька компанія Pathe. Фільм складатиметься з двох частин: «Три мушкетери — д'Артаньян» та «Три мушкетери — міледі». Бюджет становитиме 60 мільйонів євро, режисером стане Мартен Бурбулон, сценарій напишуть Матьє Делапорт та Александр де Ла Пательєр. Права на показ картини вже купили французькі канали M6, OCS та Canal Plus, кінокомпанії Constantin Film у Німеччині та DeAPlaneta в Іспанії. Зйомки почалися влітку 2021.